# Gunst Péter
Gunst Péter (Budapest, 1934. július 14. – Budapest, 2005. április 23.) magyar történész, egyetemi tanár. Fő kutatási területe a gazdaságtörténet és a historiográfia (történetírás története) volt.

## Élete
Zsidó származású családban született. A magyarországi holokauszt idején saját bevallása szerint Czapik Gyula egri érsek bújtatta. Fiatalon nagy hatással volt rá a Marczali Henrik-féle Nagy képes világtörténet, ennek hatására döntött a történész pálya mellett. Gimnáziumi tanulmányait a budapesti Madách Imre Gimnáziumban végezte el. 1952 és 1955 között az Eötvös Loránd Tudományegyetem bölcsészkarán tanult asszirológiát és magyar történelmet. 1955-től 1963-ig a Századok című történelmi folyóiratnál dolgozott külső munkatársként. 1956 és 1986 között, majd 2000-től haláláig az Agrártörténeti Szemlét is szerkesztette, illetve írt bele tanulmányokat. 1962-től 1977-ig szerkesztette a Nemzetközi Agrártörténeti Bibliográfia köteteit.
1963-tól a Magyar Tudományos Akadémia Agrártörténeti Kutatócsoportjának tagja. 1970 és 1979 között a Magyar Mezőgazdasági Múzeum tudományos főmunkatársa. 1989-ben a Debreceni Egyetem munkatársává választotta. Haláláig dolgozott. Kollégái, barátai és egykori hallgatói 70. születésnapjára ünnepi kötetet állítottak össze tiszteletük jeléül, és megköszönve mindazt, amit a magyar történetírásért, Debrecen városáért és a Debreceni Egyetemért tett (Emlékkönyv Gunst Péter 70. születésnapjára). Alig egy évvel később elhunyt. Hagyatéka számos saját és szerkesztett kötet, illetve folyóiratcikk. Több bevezetést is írt más szerzők új kiadású műveihez.

## Saját könyvei
- Acsády Ignác történetírása. Monográfia. Függelék: A. I. hírlapírói tevékenysége. (Tudománytörténeti tanulmányok 2. Bp., 1961)
- A mezőgazdasági termelés története Magyarországon. 1920–1938. Monográfia és kand. értek. is. (Bp., 1971)
- Acsády Ignác. Kismonográfia. (A múlt magyar tudósai. Bp., 1973)
- Barbarossa Frigyes. – V. Károly. Kismonográfiák, közös tokban. (Életek és korok. Szerk. H. Balázs Éva. Bp., 1976)
- Einige Probleme der wirtschaftlichen und sozialen Entwicklung Osteuropas. (Köln, 1977)
- Animal Husbandry in Hungary in the 19th–20th Centuries. Gaál Lászlóval. (Bp., 1977)
- Néhány megjegyzés egy akadémiai agrártörténeti kutatócsoport feladatairól. (Mezőgazdaság–agrártudomány–agrártörténet. Szerk. is. Bp., 1979)
- Marczali Henrik. Kismonográfia. (A múlt magyar tudósai. Bp., 1983)
- A paraszti társadalom Magyarországon a két világháború között. Monográfia és doktori értek. is. (Társadalom- és művelődéstörténeti tanulmányok. 1. Bp., 1987 németül: Die bäuerliche Gesellschaft Ungarns in der Zeit zwischen den beiden Weltkriegen. Studia Historica. Bp., 1991)
- Az európai fejlődés alapjai. (Acta Universitatis Debreceniensis. Sectio historica. Debrecen, 1992)
- M. A. Rothschild, a bankalapító. (Életek és korok. Bp., 1992)
- A magyar történetírás története. A névmutatót készítette Simándi Irén. (Csokonai História Könyvek. Debrecen, 1995, Történelmi kézikönyvtár. 2. jav. kiad. 2000)
- Magyarország gazdaságtörténete. 1914–1989. Egy. tankönyv. (Magyar gazdaságtörténet. 2. Bp., 1996, 2. kiad. 1999, 3. kiad. 2001, 4. kiad. 2005, 5. kiad. 2007)

## Másokkal közösen szerkesztett könyvei
- Magyar történelmi kronológia az őstörténettől 1966-ig. Többekkel. (Bp., 1968, 2. kiad. 1970, 3. bőv. kiad. 1970-ig 1979, új kiad. 1981, 1984, 1987)
- Agrártörténet. Többekkel. Egységes jegyz. (Gödöllő, 1979)
- A 200 éves Bábolna múltjából. 1789–1945. Szerk. Wellmann Imrével. (Bábolna, 1989)
- Agrártörténeti konferencia. Debrecen, 1989. jún. 20–21. Előadások. Szerk. Orosz Istvánnal. (Debrecen, 1990)
- Európa története. Szerk. (Debrecen, 1993, 2. kiad. 1995, 3. kiad. 1996)
- A magyar agrártársadalom a jobbágyság felszabadításától napjainkig. Szerk. (Bp., 1998)
- Agrárvilág Magyarországon. 1848–2002. Többekkel. (Bp., 2003, 2. jav. és bőv. kiad. 1848–2004 alcímmel. Bp., 2005 és 2008)